# Závlek (linková doprava)

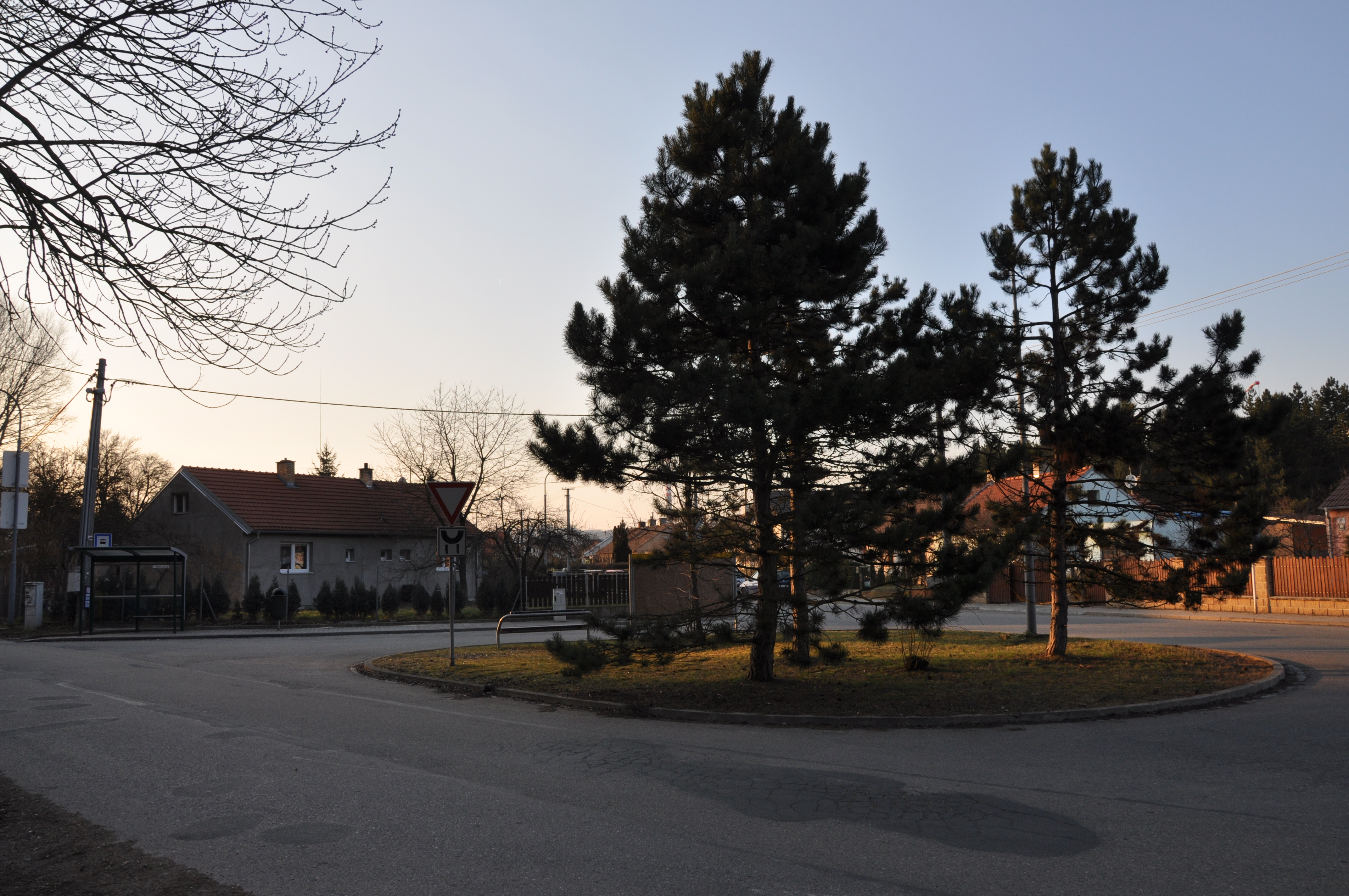
Točna Zimní I v Brně, obsluhovaná závlekem linky 64

Závlek je termín z oboru linkové hromadné dopravy, označující slepou odbočku na trase. Vozidlo v rámci jednoho spoje projede odbočný úsek tam a zpět a pokračuje dále v původním směru. Na konci závleku je zpravidla obratiště (točna, smyčka). Na závleku může být jediná zastávka (zpravidla na konci), nebo více.
Závlek může být nedílnou součástí linky (vykonávají ho všechny spoje), často ho ale provádí jen část spojů a některé spoje závlek vynechávají. Může jít o rovnoměrné rozložení (např. každý druhý spoj jede závlekem), nebo závleky probíhají jen v některé denní době, zatímco jindy jsou nahrazeny jinou linkou. Mohou probíhat i účelové závleky jen několikrát denně k místům s pravidelně koncentrovanou poptávkou (továrny se směnným provozem, školy apod.).

## Použití
Závleky se vyskytují na městských i meziměstských linkách, typicky do okrajových lokalit, kam vede jen jedna slepá silnice, nebo kudy by nemělo smysl vést trasu někam dál. Dalším faktorem je nízká vytíženost úseku před místem závleku, kdy se zde nevyplatí zavádět více souběžných linek do různých směrů.
Někdy také dochází k zavlékání vybraných spojů na uzlovou zastávku (pro umožnění přestupů), zatímco jiné spoje ji mohou vynechat a umožnit rychlejší spojení mezi místy na trase linky.
Při výlukách se často zavádějí provizorní závleky na obsloužení lokalit dočasně odříznutých dopravní uzávěrou.
Jistou podobnost se závlekem má prodloužení vybraných spojů linky na vzdálenější konečnou zastávku. O závlek se ale nejedná, protože spoj se z něj nikam „nevrací“ – na obratišti končí a zpět jede již jako další spoj (zpáteční).

## Výhody a nevýhody
Výhodou závleku je úspora v linkovém systému a provozu, neboť pro obsluhu dotyčného úseku se nemusí zavádět speciální linka. Ta by navíc obvykle byla značnou měrou souběžná s jinou linkou. Uživatelé závleku mají přímé spojení do obou směrů na hlavní trase linky.
Nevýhodou závleku je celkové zdržení spoje vzhledem k jeho hlavní trase, a určité znepřehlednění jízdního řádu, zejména když závlekem jedou jen vybrané spoje. Pro samotné cestující v závlekovém úseku je pak komplikací, že často z téže zastávky odjíždějí linkové spoje (se stejným číslem) v obou směrech, a musí tedy dávat pozor, aby nenastoupili do opačného.

## Příklady v Česku

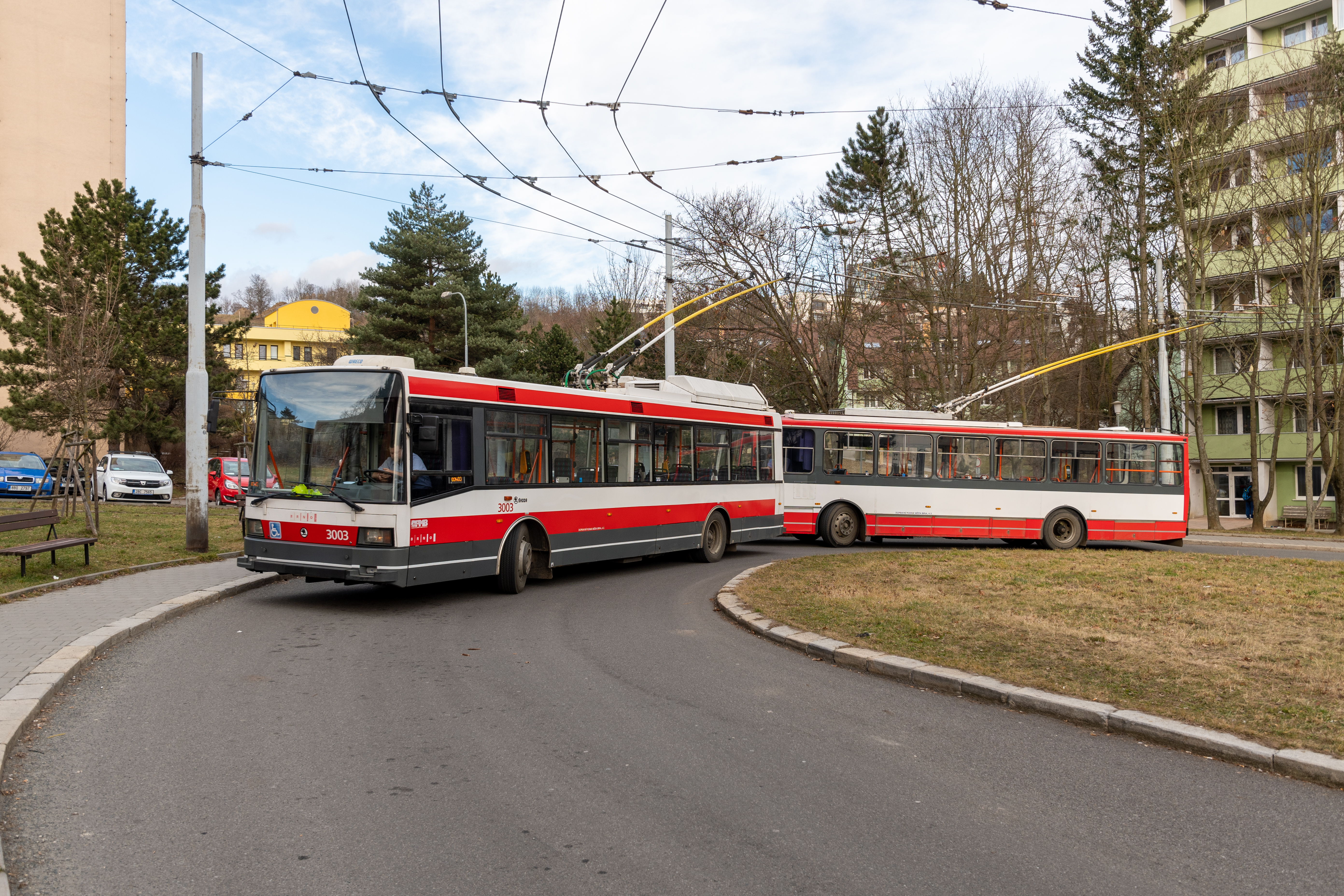
Vychodilova v Brně, závleková točna linky 36

### Brno
- závlek trolejbusové linky 36 na smyčku Vychodilova – pouze v okrajových denních dobách, kdy není v provozu linka 34, která tento úsek obsluhuje jako svou hlavní trasu
- závlek autobusové linky 64 na smyčku Zimní – obsluhují ho všechny spoje kromě expresních vložených spojů na konci turnusu

### Jihomoravský kraj
Integrovaný dopravní systém Jihomoravského kraje:
- závlek linky 333 do Strhařů
- závlek linky 423 do Biskoupek
- závlek linky 610 do Lovčiček, jinak obsluhovaný linkami 611 a 630 (jako hlavní trasa)
- závlek linky 811 do Výrovic